# Ophiothrix leucotrigonia
Ophiothrix leucotrigonia is een slangster uit de familie Ophiotrichidae.
De wetenschappelijke naam van de soort werd in 1918 gepubliceerd door Hubert Lyman Clark.